# Brachythecium yakushimense
Brachythecium yakushimense är en bladmossart som beskrevs av Kyuichi Sakurai 1933. Brachythecium yakushimense ingår i släktet gräsmossor, och familjen Brachytheciaceae. Inga underarter finns listade i Catalogue of Life.